# کشتار کیلتسه
کشتار کیلتسه شیوع خشونت در برابر جامعه یهودیان در شهر کیلتسه لهستان در ۴ ژوئیه ۱۹۴۶ توسط سربازان، افسران پلیس و غیرنظامیان لهستانی بود که طی آن ۴۲ یهودی کشته و بیش از ۴۰ نفر مجروح شدند. دادگاه‌های لهستان بعداً ۹ نفر از مهاجمان را در ارتباط با این جنایات به اعدام محکوم کردند.
به عنوان مرگبارترین کشتار علیه یهودیان لهستانی پس از جنگ جهانی دوم، این حادثه نقطه مهمی در تاریخ یهودیان، پس از جنگ در لهستان بود. این کشتار تنها یک سال پس از پایان جنگ جهانی دوم و هولوکاست رخ داد و یهودیان لهستانی، لهستانی‌های غیر یهودی و جامعه جهانی را بهت زده کرد. این واقعه به عنوان یک کاتالیزور برای خروج هرچه بیشتر یهودیان نجات یافته از هولوکاست از لهستان شناخته شده‌است.

## زمینه
روابط بین لهستانی‌های غیر یهودی و یهودیان قبل از جنگ تیره شده بود، زیرا تبلیغات ضدیهودی توسط اعضای پارلمان و روحانیون گسترش یافته بود. طبق گفته‌های آلینا اسکیبیسکا و جوانا توکارسکا-باکیر، طی دهه ۱۹۳۰ «روابط بین جوامع بیشتر به آپارتاید شباهت داشت.»
در طول اشغال لهستان توسط آلمان، کیلتسه و روستاهای اطراف آن توسط نازی‌ها از یهودیان کاملاً پاکسازی شدند. در تابستان سال ۱۹۴۶ تعدادی یهودی که بسیاری از آنها ساکنان قبلی کیلتسه بودند که از اردوگاه‌های کار اجباری نازی‌ها یا پناهندگی در اتحاد جماهیر شوروی بازگشتند. حدود ۱۶۰ نفر از آنها در یک ساختمان واحد ساکن شدند که توسط کمیته یهودی در خیابان کوچکی به نام پلانتی در مرکز شهر اداره می‌شد.
در اول ژوئیه ۱۹۴۶ یک پسر هشت ساله غیر یهودی لهستانی به نام هنریک باشسکیک توسط پدرش والنتی گم شده گزارش شد. پس از اینکه پسرک بعد از دو روز بازگشت -به گفته پدر- پسرک ادعا کرد که توسط مردی ناشناس ربوده شده بود، و ادعا شده بود که یک یهودی یا کولی بوده‌است. دو روز بعد پسرک، پدرش و همسایه‌ها به یک ایستگاه محلی نیروی پلیس تحت کنترل دولت کمونیست رفتند. هنگام عبور از «خانه یهودیان» در خیابان ۷ پلانتی، هنریک به مردی در همان نزدیکی اشاره کرد که گویا وی را در سرداب خانه زندانی کرده بود. در ایستگاه پلیس، هنریک ماجرای ربوده شدن خود را تکرار کرد و یهودیان و خانه آنها را در رابطه با ناپدید شدن وی مشخص کرد. سپس گشت نظامی متشکل از بیش از ده نفر توسط فرمانده ایستگاه ادموند زاگورسکی با پای پیاده اعزام شد تا در خانه واقع در خیابان پلانتی را که ادعا می‌شود هنریک در آنجا نگهداری شده بود را جستجو کنند.
اگرچه ادعای آدم‌ربایی به سرعت پس گرفته شد اما هنریک پسرک ۸ ساله علناً سکوت اختیار کرد تا اینکه در سال ۱۹۹۸، در مصاحبه ای با یک روزنامه‌نگار لهستانی اعتراف کرد که هرگز ربوده نشده بود اما با «خانواده‌ای ناشناخته» در روستای مجاور زندگی می‌کرد و با او به خوبی رفتار می‌شد. او تصور می‌کند که ناپدید شدنش با آگاهی پدرش اتفاق افتاده و با سرویس امنیتی کمونیست هماهنگ شده‌است. پدرش پس از بازگشت به خانه به او قاطعانه دستور داد که در این باره چیزی نگوید و فقط در مورد ماجرای «آدم‌ربایی یهودیان» تأکید کند. حتی در سالهای پس از ۱۹۴۶ وی را تهدید به سکوت کردند؛ و او این کار را از ترس تا پایان حاکمیت کمونیستها در لهستان انجام داد.
پلیس محلی شایعات آدم‌ربایی را علنی کرد و همچنین اعلام کرد که آنها در حال برنامه‌ریزی برای جستجوی اجساد کودکان غیر یهودی لهستانی هستند که احتمالاً توسط آنها کشته شده باشند یا در خانه نگهداری می‌شوند و در نتیجه تماشاگران غیرنظامی جمع می‌شوند.
در طول صبح، این مورد توجه سایر ارگان‌های محلی ایالتی و نظامی قرار گرفت، حدود ۱۰۰ سرباز و پنج افسر حدود ساعت ۱۰ صبح به محل اعزام شدند. سربازان قضیه را نمی‌دانستند اما به زودی شایعاتی را از مردم کوچه و خیابان شنیدند که در این زمان شروع به سنگ اندازی به ساختمان کرده بودند.

## شروع خشونت
پلیس محلی و سپس سربازان به زور وارد ساختمان شدند تا متوجه شوند که آیا کودکان ربوده شده دیگری در آن خانه وجود دارند یا نه. به ساکنان دستور داده شد که سلاح خود را تحویل دهند و اشیا قیمتی خود را تحویل دهند. شخصی (مشخص نیست که چه کسی) شروع به شلیک با سلاح کرد. پلیس محلی و سپاه امنیت داخلی اقدام به تیراندازی کردند و منجر به کشته و زخمی شدن تعدادی از افراد در ساختمان شدند. در پاسخ از طرف یهودیان تیراندازی شد که باعث کشته شدن دو یا سه لهستانی غیر یهودی از جمله یک افسر پلیس شد. رئیس کمیته محلی یهودیان هنگام تماس تلفنی با دفتر امنیت عمومی کیلتسه برای کمک توسط یک افسر پلیس به شدت زخمی شد. تعدادی از مردم و کشیش‌های محلی قصد ورود به ساختمان را داشتند اما توسط افسران نظامی متوقف شدند.
به دنبال قتل‌های اولیه در داخل ساختمان تعداد زیادی از یهودیان توسط سربازان به بیرون رانده شدند و بعداً غیرنظامیانی که خیابان‌های اطراف را شلوغ کرده بودند با سنگ و قمه به آنها حمله کردند. در ظهر و با ورود گروه بزرگی متشکل ار از حدود ۶۰۰ تا ۱۰۰۰ کارگر از کارخانه فولاد لودویکوف مرحله بعدی کشتار آغز شد. تقریباً ۲۰ یهودی توسط کارگران مسلح به میله‌های آهنی و چماق به طرز وحشتناکی کشته شدند. نه سران ارتش و نه نهادهای امنیتی از جمله مشاور ارتش شوروی و نه رهبران محلی، در تلاش برای جلوگیری از تجاوزات نبودند. واحدی از کادرهای نظامی غیرنظامی نیز که به محل حادثه وارد شدند هم دخالت نکردند و برخی از اعضای آن به غارت و خشونت پیوستند که در داخل و خارج از ساختمان ادامه داشت.
در میان کشته شدگان ۹ نفر به ضرب گلوله، دو نفر با سرنیزه و بقیه مورد ضرب و شتم قرار گرفتند یا با سنگ کشته شدند. کشته شدگان شامل زنان و کودکان بودند. اوباش همچنین یک پرستار یهودی را که مهاجمان او را با یک زن لهستانی در تلاش برای کمک به یهودیان اشتباه گرفته بودند، کشتند. همچنین در این روز دو نفر از یهودیان که در منزل مسکونی پلانتی زندگی نمی‌کردند در حوادث جداگانه ای به قتل رسیدند. رجینا فیش و فرزند ۳ هفته‌ای او و یک همراه مرد در خانه خود در خیابان ۱۵ لئوناردا توسط یک گروه ۴ نفره به سرپرستی سرتیپ استفان مازور ربوده شده و از شهر بیرون انداخته شدند، جایی که رجینا و نوزادش در حالی که گفته می‌شد قصد فرار داشتند مورد اصابت گلوله قرار گرفتند ولی دوستش موفق به فرار شد. سه لهستانی غیر یهودی در میان کشته شدگان بودند. دو مأمور در لباس یونیفرم کشته شدند که به احتمال زیاد توسط یهودیان در حال دفاع از خود به آنها شلیک شده‌است. علت مرگ مرد سوم هنوز ناشناخته مانده‌است.

## توقف خشونت
این کشتار تقریباً در ساعت ۳:۰۰ بعدازظهر به پایان رسید. با ورود واحدهای امنیتی جدید از آکادمی امنیت عمومی که توسط سرهنگ استانیسلاو کوپزا رهبری می‌شدند و پس از تخلیه به دستور سرگرد کازیمیرز کنیچنی، نیروهای جدید به سرعت نظم را برقرار کردند. نگهبانان خود را مستقر کردند و همه بازماندگان و همچنین اجساد را از محل سکونت و مجاور آن خارج کردند.
با این وجود خشونت متوقف نشد، یهودیان زخمی که به بیمارستان محلی منتقل می‌شدند توسط سربازان مورد ضرب و شتم و سرقت قرار گرفتند و سایر بیماران در بیمارستان به زخمی‌ها حمله کردند. جمعیت غیرنظامی به یکی از بیمارستان‌ها مراجعه کرده و خواستار تحویل یهودیان آسیب دیده شدند اما پرسنل بیمارستان از این کار امتناع کردند.
قطارهایی که از ایستگاه اصلی راه‌آهن کیلتسه عبور می‌کردند توسط غیرنظامیان و نگهبانان راه‌آهن مورد بررسی برای شناسایی یهودیان قرار گرفتند، در نتیجه حداقل دو مسافر کشته شدند. ممکن است حدود ۳۰ نفر دیگر نیز به این روش کشته شده باشند زیرا طبق گزارش‌ها قتل‌های قطار برای چندین ماه پس از کشتار ادامه داشته‌است. این کشتار در نهایت حدود ۹ ساعت پس از شروع آن پایان یافت.

## عواقب
یکی از واکنشهای فوری دولت کمونیستی لهستان تلاش برای مقصر دانستن ملی گرایان لهستانی بود مبنی بر اینکه اعضای ضد کمونیستی که از دولت در تبعید لهستان حمایت می‌کنند با پوشیدن لباس پلیس این کشتار را انجام داده‌اند و جمعیت را به راه انداخته‌اند.
در مراسم تشییع جنازه قربانیان یهودی، وزیر امنیت عمومی استانیسلاو رادکیویچ اظهار داشت که این کشتار «عملی بود که مأموران دولت در تبعید لهستان در غرب و ژنرال آندرس با تأیید سربازان ارتش داخلی انجام دادند.» سایر بیانیه‌های رسمی اولیه در آن زمان از این خط پیروی می‌کردند.

### محکومین
بین ۹ تا ۱۱ ژوئیه ۱۹۴۶ دوازده غیرنظامی (که ظاهراً یکی از آنها از نظر ذهنی دچار مشکل بوده‌است) توسط افسران MBP به عنوان عاملان کشتار جمعی دستگیر شدند. متهمان در یک دادگاه نمایشی مشترک توسط دادگاه عالی نظامی محاکمه شدند. ۹ نفر به اعدام محکوم و روز بعد توسط جوخه آتش اعدام شدند. سه نفر باقیمانده از هفت سال زندان تا حبس ابد محکوم شدند. به گفته محققان این افراد از میان تماشاگران و توسط پلیس مخفی انتخاب شده بودند.
سرگرد ویکتور کوننیکی فرمانده پلیس محلی به جرم «عدم متوقف کردن جمعیت» به یک سال زندان محکوم شد (وی در سال ۱۹۴۷ درگذشت). فقط یک افسر پلیس -به دلیل سرقت کفش از یک بدن مرده- محاکمه شد. در همین حال سرهنگ ولادیسلاو سوبینسکی و افرادش از هرگونه تخلف پاک شدند.